# کراس سور ریسوز
کراس سور ریسوز (به فرانسوی: Cras-sur-Reyssouze) یک نمایندگی کامین و کمون (فرانسه) در فرانسه است که در ان (اوورنی-رون-آلپ) واقع شده‌است. کراس سور ریسوز ۱۳٫۸۳ کیلومتر مربع مساحت و ۱٬۴۷۱ نفر جمعیت دارد.